# کلیسای لیپنو

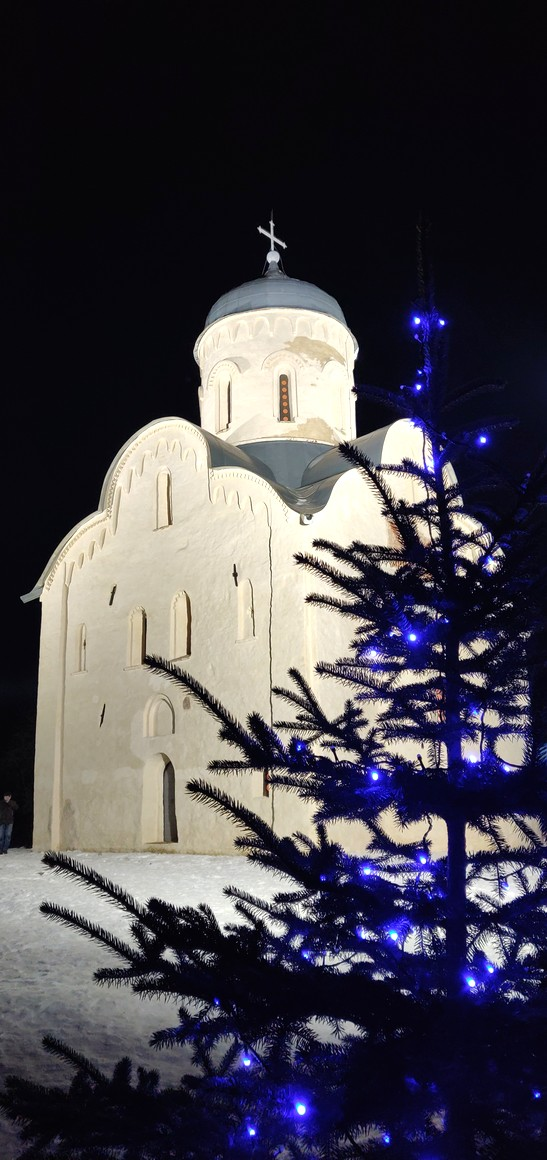
کریسمس ۲۰۲۱

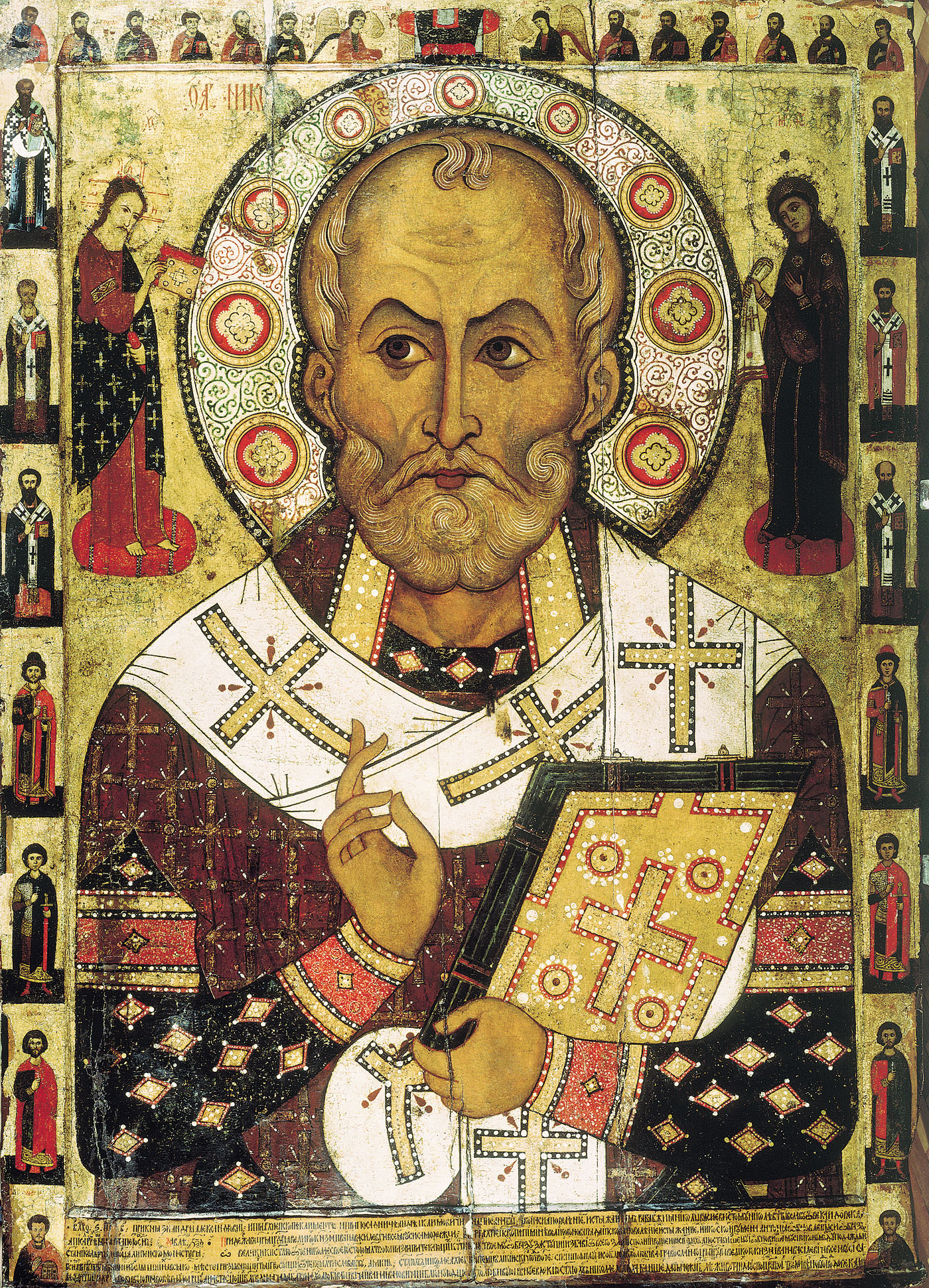
ایکون لیپنو از سنت نیکولاس

کلیسای سنت نیکولاس در جزیره لیپنو (церковь Николы на Липне) کلیسایی ارتدکس روسی از اواخر قرن سیزدهم است که بر جزیره‌ای کوچک در دلتای رودخانه مستا، ۹ کیلومتری جنوب نووگورود جای دارد. طراحی آن به کلیسای ولادت در جزیره پرین بازمی‌گردد.
محراب اصلی به نام سنت نیکولاس تقدیس شده است. ایکون بزرگ این قدیس (۱۸۴ سانتی‌متر ارتفاع) توسط الکسا پتروف در سال ۱۲۹۴ برای کلیسا نقاشی شد. این امر به اندازه‌ای مهم بود که در تاریخ سوم نووگورود ذکر شد. این نقاشی که از مشهورترین ایکون‌های روسی است، اکنون در موزه کرملین نووگورود به نمایش گذاشته شده است.
در قرون هجدهم و نوزدهم، کلیسای لیپنو بدون جماعت ماند و تقریباً متروک بود. پس از انقلاب بلشویکی، ناقوس آن تخریب شد. مجموعه‌ای از نقاشی‌های دیواری قرن سیزدهمی در زیر لایه‌ای از گچ در سال ۱۹۳۰ کشف شد. با وجود موقعیت دورافتاده، ساختمان در طی جنگ جهانی دوم آسیب جدی دید، به‌طوری‌که حدود ۳۵٪ از بنای قرون وسطایی نیاز به بازسازی داشت.